# Macsói bánok listája
A macsói bán (latinul: Machu banus) a macsói bánságnak, a középkori Magyar Királyság egyik tartományának kormányzói címe volt. A bánság egy ütközőállam volt, vagyis két ország területe (Magyar Királyság és az Oszmán Birodalom) között húzódott. Mellette ilyen funkciót töltött be a szörényi-, a bosnyák- és a temesi bánság is. A bánt a mindenkori magyar király nevezte ki és távolíthatta el hivatalából. 

## Bánok listája

### Árpád-kor
| Név                | Bánságának ideje | Uralkodó              | Megjegyzés                                                 |
| ------------------ | ---------------- | --------------------- | ---------------------------------------------------------- |
| Rátót nb. Roland   | 1272–1273        | V. István, IV. László |                                                            |
| János              | 1273             | IV. László            | (1273–1277) majd pedig a nándorfehérvári bánok (1500–1521) |
| Monoszló nb. Egyed | 1273             | IV. László            | (1273–1274)                                                |
| Albert             | 1275             | IV. László            | (Pestynél nem szerepel)                                    |
| Csák nb. Ugron     | 1279             | IV. László            | (1276–1280); (1274–1279) – Csák Ugrin                      |
| Sárkányi Pethend   | 1283-1284        | IV. László            | (Pestynél nem szerepel)                                    |

### A vegyesházi királyok kora
| Név                       | Bánságának ideje | Uralkodó                                | Megjegyzés                                                     |
| ------------------------- | ---------------- | --------------------------------------- | -------------------------------------------------------------- |
| Garai Pál                 | 1320–1328        | I. Károly                               | (1312–1328) – Kozol Pál                                        |
| Alsáni János              | 1328–1334        | I. Károly                               | Logreth fia                                                    |
| Osl nb. Miklós            | 1335–1339        | I. Károly                               | (1335–1340)                                                    |
| Osl nb. Domokos           | 1340–1353        | I. Károly, I. Lajos                     |                                                                |
| Lackfi András             | 1353–1354        | I. Lajos                                |                                                                |
| Miklós                    | 1354–1359        | I. Lajos                                | (1355–1356) Kont Miklós; (1354–1359) Csák nb. Ugrin fia Miklós |
| Garai Miklós              | 1359–1375        | I. Lajos                                | (1356–1375)                                                    |
| Horváti János             | 1375–1381        | I. Lajos                                |                                                                |
| Kórógyi István            | 1382–1385        | Mária                                   | (1382) Liszkói Pál, (1383–1385) Kórógyi István                 |
| Horváti János             | 1385–1386        | Mária, II. Károly                       | (1386) – nincs betöltve                                        |
| alsólendvai Bánfi János   | 1386–1387        | Mária, Zsigmond                         | (1386) – nincs betöltve                                        |
| ifj. Garai Miklós         | 1387–1390        | Mária, Zsigmond                         |                                                                |
| Losonci István            | 1390–1392        | Mária, Zsigmond                         |                                                                |
| Lackfi György             | 1392–1393        | Mária, Zsigmond                         | Nemeti György                                                  |
| Ifj. Garai Miklós         | 1394             | Mária, Zsigmond                         | (1394) – nincs adat                                            |
| Treutel Miklós            | 1394–1397        | Mária, Zsigmond                         | (1395–1396)                                                    |
| Kórógyi István            | 1394–1397        | Mária, Zsigmond                         | (1395–1396)                                                    |
| Perényi Péter             | 1397             | Zsigmond                                |                                                                |
| Maróti János              | 1397             | Zsigmond                                |                                                                |
| Bebek Ferenc              | 1397–1400        | Zsigmond                                |                                                                |
| Maróti János              | 1398–1402        | Zsigmond                                | (1398–1401)                                                    |
| Perényi Péter             | 1400–1401        | Zsigmond                                | (1401)                                                         |
| Ludányi István            | 1402             | Zsigmond                                | (Pestynél nem szerepel)                                        |
| Ludányi Tamás egri püspök | 1402             | Zsigmond                                | (Pestynél nem szerepel)                                        |
| Újlaki László             | 1402–1403        | Nápolyi László                          | Zsigmond nevezte ki, de Nápolyi László bánja; (1402)           |
| Maróti János              | 1402–1410        | Zsigmond                                |                                                                |
| Ludányi Tamás egri püspök | 1403             | Nápolyi László                          | (Pestynél nem szerepel)                                        |
| Újlaki László             | 1410–1418        | Zsigmond                                | (1414–1416 Maróti János)                                       |
| Újlaki Imre               | 1410–1418        | Zsigmond                                | (1414–1416 Maróti János)                                       |
| Garai Dezső               | 1419–1427        | Zsigmond                                | (1425-ben Garai Lászlóval)                                     |
| Maróti János              | 1427–1428        | Zsigmond                                |                                                                |
| Lévai Cseh Péter          | 1427–1431        | Zsigmond                                |                                                                |
| Újlaki István             | 1429–1430        | Zsigmond                                |                                                                |
| Garai László              | 1431–1441        | Zsigmond, Albert, Erzsébet              |                                                                |
| Garai Dezső               | 1431–1438        | Zsigmond, Albert                        | (1433–1437)                                                    |
| Újlaki Miklós             | 1438–1458        | Albert, Erzsébet, I. Ulászló, V. László | (1439-, 1440-, 1446-ban Pestynél nem szerepel)                 |
| Maróti László             | 1441–1443        | I. Ulászló                              | (1441–1444)                                                    |
| Hédervári Imre            | 1442–1445        | I. Ulászló, V. László                   | (1444, 1445, 1447)                                             |
| Garai László              | 1445–1447        | V. László                               |                                                                |
| Bebek István              | 1447–1448        | V. László                               | (Pestynél nem szerepel)                                        |
| Kórógyi János             | 1447–1456        | V. László                               | (1449–1456)                                                    |
| szekcsői Herceg Pál       | 1456             | V. László                               | (Pestynél nem szerepel)                                        |
| Szilágyi Mihály           | 1456–1458        | V. László                               | (1457–1458) – Zylagy Mihály                                    |
| Újlaki Miklós             | 1458–1473        | Hunyadi Mátyás                          | 1467-ben nem szerepel                                          |
| Hédervári Imre            | 1458             | Hunyadi Mátyás                          |                                                                |
| Szilágyi Mihály           | 1460             | Hunyadi Mátyás                          |                                                                |
| Szokoli Péter             | 1466–1467        | Hunyadi Mátyás                          |                                                                |
| Maróti Mátyus             | 1469–1476        | Hunyadi Mátyás                          | 1473-, 1475-ben nem szerepel; – Maróti Máté (?)                |
| Garai Jób                 | 1474             | Hunyadi Mátyás                          |                                                                |
| Felföldi Pál              | 1477–1479        | Hunyadi Mátyás                          |                                                                |
| Újlaki Lőrinc             | 1479–1496        | Hunyadi Mátyás, II. Ulászló             |                                                                |